# 課間好時光
《課間好時光》創意源自於義大利迪士尼頻道原創的校園情境喜劇，再分別于各國拍攝自製版本，電視劇本來自中國中學生課間活動这一熱門題材。該劇因為貼近生活，有一定收視率。第一季在台灣迪士尼頻道播放。第二季演員大部分由中國籍中學生擔綱演出，例如來自河北吳橋雜技藝術學校的雜技演員。目前於2015年已播完第六季。

## 角色

### 第一季演員
張杰
中國演員 : 劉旭/台灣配音 : 梁興昌
喜歡扮酷的人，丁亮的好朋友，是校園裡的白馬王子。
能唱會跳、兼具偶像外貌和實力派唱功的奇才。還橫跨了籃球、足球、棒球、排球等各大球類的運動天才
阿杰是他的綽號。每天臥室地板上扔著什麼衣服他就穿什麼衣服。他機靈狡猾，總出些「高明的」點子想幫助朋友解決麻煩，但結果無一例外地適得其反。他是丁亮最好的朋友，廣受女生喜歡，但他似乎並不在意……
丁亮
中國演員 : 何超/台灣配音 : 賀宇傑
自稱“大拿”的人，丁安安的哥哥，暗戀胡蝶，常拿老家的東西而騙他們說是祖父留下來的。個信很活潑，但活撥到有點極限太誇張。
是個反應快，熱血、講義氣，慣用誇張生動的肢體和言詞的典型高中男生。喜歡看電影、卡通和漫畫，很容易就把卡漫的KUSO邏輯搬到現實生活裡
一 個時髦的男生，浪漫、友善和天真，優柔寡斷。他總是因為忘記了數學考試的日期、忘記約會和忘記曾作出的承諾而身陷麻煩。通過看他的學校報告或數他被叫到校 長辦公室的次數可以看出學習並非他的強項。他是阿杰最好的朋友，他對胡蝶情有獨鍾。可惜他的愛沒有收到迴音，否則一切都將太美好了。
胡蝶
中國演員 : 張穎冰/台灣配音 : 林美秀
愛臭美的校花，被丁亮暗戀，很高尚，自我良好，是丁安安崇拜的人，從來自我要求就很高。
被捧在手心的嬌嬌女，總是把自己打扮的高貴典雅。愛面子的她，喜歡被男生眾星拱月的感覺，但最受不了的就是出糗。
她 会这样描述自己：“学校里最漂亮聪明的女生”。不能说她友善或谦逊……她漂亮讲究、见多识广，爱美也臭美，但自视过高，经常歇斯底里，而且不能笑话她。学 校里所有的男生都喜欢她。她不在乎丁亮的殷勤，但很明显，她会改变他随意的风格并改善他的表现。她相信文杉杉，虽然她们俩很不一样，但她知道，她永远可以 信赖文杉杉的好建议
文杉杉
中國演員 : 潘嬌蕾/台灣配音 : 詹雅菁
天才少女，是一個很愛看書的人，所以功課和考試都很好。
聰明、機伶、功課好，在女生中屬軍師型的人物。喜歡團隊合作，善用每個人的優勢達到目的。
按部就班、语言尖锐、极其诚实。她慷慨，能给出很好的建议。她还很浪漫，有艺术天分：她会唱歌、表演和跳舞。她是所有女孩中最聪明的，也是马博仕唯一看得上眼的女生。
李奇
中國演員 : 杜光禕/台灣配音 : 李世揚
從小就喜歡捉弄別人，而讓大家討厭。有點調皮，個信有點活潑。
時而憂鬱、時而開朗。多愁善感，卻又愛看喜劇的李奇，可能是史上最矛盾的高中生
最爱开玩笑，他聪明而肤浅。他喜欢搞恶作剧，愚弄同学；谁都不知道他什么时候才有个正经。他喜欢讲笑话，对女生好像没兴趣。
馬博仕
中國演員 : 李揚/台灣配音 : 何志威
小學究的人，常常發明一些古怪的東西，也是一個聰明的博士。
一个四眼书呆。他刚上中学，但以他的水平，他现在就能轻松毕业了。他的朋友们都很羡慕他的本领，总是想抄他的作业。他成绩非常好，他的主要特点是用一种修 饰复杂的方式说话。但是事与愿违，他总是不得不把自己的话翻译成简单幼稚的语言，才能让自己的同学们听懂。他很喜欢文杉杉，但是她似乎不想与他有任何牵 连。
羊帆
中國演員 : 李欣冉/台灣配音 : 詹雅菁
是一個運動選手，跑步和其他運動都很好。
因家中開武道館，羊帆在耳濡目染下練就了一身好功夫，空手道、柔道、甚至最夯的詠春拳都難不倒她。
一名运动健将，她擅长所有运动项目，个性跟男生一样，所以同学都称她为“羊帆哥哥”。她自己最喜欢有氧搏击。很明显她的体育分数最高。如果男孩子邀请她约会，她可能会回答：“你开玩笑吧，我得训练，我没有时间！”
朱子豪
中國演員 : 周仕麒/台灣配音 : 梁興昌
是一個很愛吃的傢伙，常常考試考得很爛，常常功課也要拜託馬博仕。
個性善良、同情心氾濫，常會因別人陷入困境而感到難過，尤其是在看非洲難民的挨餓紀錄片，就彷彿身歷其境般、哭得一把鼻涕一把眼淚、堅信絕對不能浪費食物的真理！
友善、和气，但总是吃了还想吃。他最关心的问题是在课间吃点什么。他最喜欢的零食是不论夹什么的三明治，什么都行！他身形巨大，因此无所遁形。
丁安安
中國演員 : 屠佳達/台灣配音 : 詹雅菁
丁亮妹妹，崇拜胡蝶，常常想辦法長得又高又漂亮，卻又被丁亮他們笑。
她和哥哥在同一个教学楼里上学，只不过她上的小学所在楼层比较低。为了盯住哥哥，她克服了楼层的障碍。她聪明、机灵，喜欢在哥哥的朋友们面前让他难堪。
狄迪
中國演員 : 張穎/台灣配音 : 林美秀
八卦女生，是一個八卦小記著，常常幫他們發傳單和傳八卦。
長相甜美卻古道熱腸的八卦女。只要朋友有難、她一定第一時間伸出援手！
古道熱腸的八卦女。善解人意的她習慣性關心周遭所有的人！只要朋友有難、她一定第一時間伸出援手！
一个奇怪的女生，從來站不穩，她不停話說，不停轉換話題……如果你想了解一些流言蜚語或者有關考試的事，可以問她。
何勵雁影
中國演員 : 陸之淵/台灣配音 : 何志威
是一個很愛跟嚴德管打小報告的人，所以他們都躲何勵燕影很遠。
他是校長的直属密探，人稱“大間諜”。如果有他在場，那麼只有用密碼語言交談才能避免被叫到校長辦公室裡去。他的出現總意味著壞事，但是他的過錯往往得到了懲罰。
艾嘉妮
中國演員 : 翟智儀
嚴德管
中國演員 : 洪彬
是一個很嚴的老師，所以大家都躲嚴德管很遠。
校長。充滿幹勁，積極熱心的學校最高領導者。他的必殺技就是友說不完的長篇故事，此招一出學生們紛紛舉手投降。
老校長（石雕）
是學校的第一任校長，為了紀念他而刻的。

## 製作團隊
- 編劇：林琳、徐瑛子
- 化妝：夏娃
- 道具：程中財
- 後期剪輯：趙如軍
- 出品人：劉軍